# International Ocean Shipping Building
L'International Ocean Shipping Building est un gratte-ciel de 232 mètres construit en 2000 à Shanghai en Chine.C'est le siège de COSCO.
Les architectes sont la société chinoise East China Architectural Design & Research Institute (ECADI) Co. Ltd et l'agence Joseph Bogdan Associates, Inc